# Santiago Ontañón
Santiago Ontañón Fernández (Santander, 1903 - Madrid, 26 de agosto de 1989) fue un escenógrafo y dramaturgo español. Su trabajo, encuadrado en el ámbito de la generación del 27, quedó ligado a la producción de actrices como Margarita Xirgu y a la obra de autores como Federico García Lorca, Rafael Alberti o Alejandro Casona.

## Biografía y obra
Santiago Ontañón Fernández nació en Santander, el único varón de los cuatro hijos de una familia burguesa cántabra que se trasladó a Madrid cuando él era muchacho. Era hermano de la montadora cinematográfica Sara Ontañón. En la capital de España comienza a frecuentar las tertulias del café Granja El Henar, en la calle de Alcalá n.º 40, o la “sagrada cripta del Pombo”. Participa en el pavoroso estreno de El maleficio de la mariposa, la primera obra teatral de Federico García Lorca, ocurrido en el Teatro Eslava de Madrid el 22 de marzo de 1920, con Catalina Bárcena como protagonista y dentro de la programación del Teatro de arte, promovido por Gregorio Martínez Sierra.
Siguiendo el éxodo cultural típico de su tiempo, Ontañón viajó a París donde sobrevive con trabajos de dibujante e ilustrador de revistas, y donde, en 1923, llega a construir su primera escenografía para el ballet ruso de Borís Kaniasef que actuaba en el Gaieté Lyrique. Asimismo, durante ese periodo fue ilustrador habitual en publicaciones como la Revista de Occidente, La Esfera o Nuevo Mundo. En 1927 vuelve a Madrid y debuta como escenógrafo en España para el Teatro Lírico Nacional, en Las golondrinas y La Revoltosa ambas zarzuelas representadas en el Teatro Calderón, y más tarde, en 1934, en Usted tiene ojos de mujer fatal de Jardiel Poncela.

### Del teatro al cine
En 1929 hizo uno de sus más conocidos trabajos como ilustrador para el Mío Cid Campeador de Vicente Huidobro, y un año después entró en el mundo del cine como actor de la película de Benito Perojo El embrujo de Sevilla. Pero su paso definitivo como escenógrafo se produjo cuando, el 8 de marzo de 1933, la compañía de Josefina Díaz estrenó en el Teatro Beatriz de Madrid, las Bodas de sangre de García Lorca, encargo personal del propio Federico, También hace en ese tiempo un boceto gouache para el decorado del reestreno de El sombrero de tres picos de Manuel de Falla. Estimado, junto con Miguel Prieto, como uno de los mejores escenógrafos en el marco histórico de la Segunda República Española, Involucrado por su amistad con Lorca en el teatro universitario La Barraca, Ontañón, además del diseño de los rústicos decorados para La tierra de Alvargonzález, hizo los dibujos para el cuadernillo editado en Madrid en 1933 por Manuel Altolaguirre, y que se repartía entre el público en las representaciones que del romance escrito por Antonio Machado, hacían los “barraqueros”. También colaboró con el teatro de guiñol "La Tarumba", un diseño de Miguel Prieto para entretener a los soldados republicanos destacados en el frente.
En 1934 forma parte del elenco de La traviesa molinera, filme de Harry d'Abbadie d'Arrast, y en 1935 se estrena como director cinematográfico con Los claveles, siguiendo el argumento de la zarzuela homónima, ahora con guion  de Eusebio Fernández Ardavín y decorados de Fernando Mignoni, cuyo estreno se tuvo lugar en el cine Tívoli de Barcelona el 20 de enero de 1936.

### En la guerra civil
Al estallar la guerra civil española en 1936, Ontañón se encontraba preparando una versión cinematográfica de la novela de Pío Baroja La feria de los discretos, pero se alista como soldado de la caballería republicana. Reclamado por María Teresa León como escenógrafo para las Guerrillas del Teatro del Ejército del Centro y para colaborar en las actividades del Teatro de Arte y Propaganda, Ontañón participará asimismo en los congresos de la Alianza de Intelectuales Antifascistas. Con el citado Teatro de Arte y Propaganda del Estado, diseña la escenografía (maqueta y decorados) y figurines de vestuario para la obra de Miguel de Cervantes Numancia, según adaptación de Rafael Albertí, estrenada en diciembre de 1938 en el Teatro de la Zarzuela, con dirección de María Teresa León; con ella monta también la escenografía de para la pieza de Vsevolod Vichnivski La tragedia optimista (1938), introductor del teatro de Piscator en España. Colabora en la revista El Mono Azul, no sólo con ilustraciones sino también con el ensayo titulado Experiencia personal.
También escribe en esos días media docena de piezas del llamado teatro de guerra, entre las que pueden citarse El saboteador, La guasa y El bulo. Finalmente, en octubre de 1939, perdida la causa republicana, Ontañón forma parte del grupo de republicanos que solicitan asilo político a la Embajada de Chile en Madrid.
Los 17 republicanos que se refugiaron en la embajada de Chile, donde permanecieron 18 meses, al amparo de la oscuridad de la noche, crearon una revista llamada Luna, en honor al único astro que les hizo compañía.  “Cada uno de ellos tuvo una labor distinta en el proceso de creación. Todos escriben, en distintas formas. Hay cuentos, crítica teatral, poesía, múltiples ilustraciones. En el caso de Santiago Ontañón, “su verdadera labor es como ilustrador, es el que hace todos los dibujos tanto en blanco y negro como a color, algunos en la línea del surrealismo”, dice López Sobrado.”.

### En el exilio
Instalado en Santiago de Chile en 1940, colaboró con Margarita Xirgu en la fundación de la Escuela de Arte Dramático que, tras su creación en 1941, quedaría vinculada al Departamento de Extensión Cultural del Ministerio de Educación chileno. En ese periodo chileno de su vida se casa con Nana Bell y, poco después, el matrimonio se trasladó a Uruguay, siguiendo a la Xirgu.
Sus mejores escenografías en Argentina fueron para El adefesio, obra de Alberti, puesta en escena por la Xirgu y estrenada el 8 de junio de 1944 en el Teatro Avenida de Buenos Aires, y en ese mismo escenario el estreno de La dama del alba de Alejandro Casona, el 3 de noviembre de 1944. En 1944 se publica en Buenos Aires el libro de Pedro Antonio de Alarcón El sombrero de tres picos y cuatro cuentos amatorios: El clavo, La última calaverada, La belleza ideal y El abrazo de Vergara, con prólogo en verso es de Rafael Alberti e ilustraciones de Ontañón.
Tras dos años impartiendo una cátedra de Escenografía en Perú, regresó a España, de la mano del actor Alberto Closas.

### Regreso a España
Aceptado y considerado como un modelo de referencia para las nuevas generaciones de escenógrafos y figurinistas, llegaría a participar en 98 títulos, casi siempre en el diseño de decorados y vestuario. También recuperó su vertiente de actor de reparto en casi medio centenar de películas. De ese capítulo se menciona su interpretación del inefable ‘académico Corcuera’ de El verdugo, de Luis García Berlanga. Otras colaboraciones y trabajos en la industria cinematográfica, se encontrarán en películas como el «thriller» Rueda de sospechosos de Tito Fernández Búsqueme a esa chica (1964) de Fernando Palacios; La tulipe noire de Christian-Jaque, De cuerpo presente y «Die Hölle von Manitoba» (Un lugar llamado Glory, 1965), de Sheldon Reynolds; Tres perros locos, locos, locos y El arte de no casarse de Jorge Feliú en 1966; De cuerpo presente de Antonio Eceiza en 1967; Varietés de Juan Antonio Bardem y Blanca por fuera, rosa por dentro de Pedro Lazaga, en 1971; Casa Manchada de José Antonio Nieves Conde en 1975 y Cinco tenedores, de Fernando Fernán Gómez, en 1979.
Ontañón, «el Gordo Ontañón», el que fuera definido por el propio Fernán Gómez como «un hombre leal, inteligente, libre, generoso, ingenioso, entrañable, apasionado, rebosante de amor y amores, un amor y unos amores a los que él, fiel a su modestia, llama amistad», el Ontañón que fuera pintor, escenógrafo, ilustrador, escritor y hombre de cine como director y actor, falleció en Madrid a los 85 años de edad. Un año antes habían aparecido publicadas sus amenas memorias en el libro Unos pocos amigos verdaderos (1988).

## Legado
En la sala de lectura de la biblioteca del Centro Cultural de España, en la Embajada Española de Chile, se conserva una colección de obra gráfica y pictórica de Ontañón, que anteriormente decoraron las paredes del Café Miraflores de Santiago de Chile.